# Merindad (divisione amministrativa)
Le merindades, o merinatos o merinados, erano divisioni geografiche-amministrative avvenute alla fine del XII secolo nei regni di Aragona, Castiglia e Navarra. Il Merino era il rappresentante del re con poteri amministrativi e giudiziari sul territorio affidato. La funzione delle merindades era quella di essere un organo amministrativo intermedio tra il potere centrale e le città e le corti.

## Regno di Aragona
Durante il Basso Medioevo, cinque merindades (o merinados) erano attive con sedi a Saragozza, Tarazona, Huesca, Jaca ed Ejea; occasionalmente comparivano Barbastro e Daroca, anche antecedentemente a questa epoca, il ruolo dei Merino come ufficiali reali è già documentato. Fondamentalmente erano nominati a fini fiscali, ma dal XIV secolo ebbero maggiori poteri.

## Regno di Castiglia

### Biscaglia
In Biscaglia, il Durangaldea è diventata una comarca in cui è conservata la memoria del suo passato di Merindad.

### Burgos
Nel nord di Burgos, una ventina di comuni formano attualmente la comarca di Las Merindades. Alcuni dei suoi comuni mantengono questo nome: Merindad de Valdivielso, Merindad de Sotoscueva, Merindad de Valdeporres, Merindad de Montija, Merindad de Cuesta-Urria e Villarcayo de Merindad de Castilla la Vieja. Nella comarca di Alfoz de Burgos si trova anche la storica Merindad de Río Ubierna.

### Cantabria
La più importante nell'area tra Palencia e Cantabria, che conserva ancora questo nome, anche se non rappresenta più una vera divisione amministrativa attualmente, è Merindad de Campoo (capoluoghi: Reinosa e Aguilar de Campoo), che raggruppa comarche e capoluoghi delle province di Palencia, Burgos e Cantabria, famosa la maggior concentrazione di arte romanica nei territori di Castilla y León e Cantabria.

## Navarra
Attualmente nella Comunità Forale di Navarra il merindad è ancora mantenuto come divisione storica, sebbene amministrativamente furono sostituiti dai Partidos judiciales. Sono le merindades di Pamplona, Sangüesa (partido judicial di Aoiz), Tudela, Olite (partido judicial di Tafalla) ed Estella. A queste merindades si aggiunge per similitudine quella che viene considerata come "Merindad de Ultrapuertos" (Aldilà delle montagne, o Bassa Navarra, come viene chiamata anche in tempi più moderni). Era propriamente una castellania, non fu mai ufficialmente una merindad, ed era un territorio dipendente dal merino di Sangüesa. Aveva capoluogo a Saint Jean Pied de Port, che attualmente appartiene alla Francia dall'annessione della corona di Navarra a quella di Francia nel 1638.